# Anarta trisema
Anarta trisema là một loài bướm đêm trong họ Noctuidae.